# Mario Abbade
Mario Abbade (Rio de Janeiro, 22 de maig de 1965) és un periodista, crític de cinema, escriptor, professor, investigador i cineasta brasiler.

## Carrera
Abbade va començar a treballar en l'àmbit audiovisual a principis dels anys noranta, com a columnista de revistes de cinema i com a guionista de peces publicitàries.
A la dècada del 2000 es va dirigir al món de la cultura pop, escrivint una columna al blog Jovem Nerd. Al mateix temps, va crear el seu famós personatge Fanaticc, una figura deliberadament grollera, arrogant i antipàtica, a través del qual va criticar el sexisme i altres prejudicis basats en l'exitosa fórmula de la sèrie de televisió dels anys 60 Batman. Mario va donar una entrevista a Jô Soares com a Fanaticc al seu programa Jô Soares Onze e Meia.
L'any 2005 va fundar el portal de cultura pop i cinema Almanaque Virtual i, a finals de 2008, va posar fi a la seva col·laboració amb Jovem Nerd.

### Crític de cinema
Com a crític de cinema, va treballar al web Omelete del 2004 al 2006 i al Jornal do Brasil del 2007 al 2008. Actualment, els seus textos es publiquen en publicacions com el diari O Globo i actualment també és el presentador de la columna setmanal Pensando em cinema a TV Bandeirantes i a la ràdio BandNews Rio FM.
També treballa com a comissari d'exposicions cinematogràfiques, havent comissariat exposicions que van reunir l'obra de David Lynch, John Waters, Dario Argento, John Carpenter, Neville D’Almeida, Carlos Reichenbach i George A. Romero, i sobre James Dean, Frank Sinatra, Kirk Douglas, Warren Beatty, Paul Newman, Steve McQueen i Marilyn Monroe, així com les retrospectives sobre els temes Jornada nas Estrelas, A Era Disco no Cinema, Rock Terror, Alusões Homoeróticas do Cinema Clássico, Nos Embalos de uma Parceria: Stigwood, Olivia e Travolta i O Jazz vai para Hollywood.
És professor de cinema a la Universitat Estácio de Sá – Campus João Uchoa, Rio de Janeiro.
Va ser membre del jurat de la FIPRESCI (Federació Internacional de Crítics de Cinema) a festivals de Rio, Montreal, L'Havana, Palm Springs, San Francisco, Dubai, entre d'altres. El 2015, a través de la mateixa federació, va presidir el Jurat de la Crítica al Festival de Cinema de Cannes i, el 2018, el Jurat de la Crítica al Festival de Cinema de Berlín.
Va ser president, durant dos mandats, de l'Associació de Crítics de Cinema de Rio de Janeiro (ACCRJ), afiliada a la Federació Internacional de Crítics de Cinema (FIPRESCI), i des de l'ACCRJ ha organitzat la Mostra de la Millor Pel·lícula de l'Any. 2008.
El 2016 va crear el festival Rio Fantastik Festival – Festival Internacional de Cinema Fantàstic de Rio de Janeiro, que, des de llavors, ha mostrat una mitjana de 90 pel·lícules, entre llargmetratges i curtmetratges.
El 2017 va debutar com a documentalista amb el llargmetratge Neville D’Almeida – Cronista da Beleza e do Caos, present a diversos festivals, com el Festival Internacional de Cinema de Rotterdam de 2018, Mostra de São Paulo 2018, Festival de Vitória 2018, Festival Cineuropa a Santiago de Compostela 2019 i É Tudo Verdade - Festival Internacional de Documentals. La pel·lícula va rebre diversos premis, inclòs el "Premi al mèrit" per al llargmetratge documental d'Impact Docs i el Premi d'Or del Jakarta Film Festival en la categoria de Director Internacional de Documentals.
El 2020, va debutar en la ficció dirigint, escrivint i produint el curtmetratge O amor agora é a poeira das estrelas de ontem... que va ser seleccionat a nou festivals internacionals, inclosos qFlix Worcester 2020 - Notícies Festival de cinema LGBTQ+ d'Anglaterra, Omovies Film Festival - Festival Internacional de Cinema LGBT i Questioning 2020 i Festival Internacional de Cinema d'Europa de l'Est 2020. El curtmetratge va ser guardonat amb "Award of Merit Special Mention" per al curtmetratge i pel·lícula LGBT als Best Shorts 2020, amb "Award of Excellence" a One -Reeler Curtmetratges 2020, amb "Mèrit excepcional" al Festival Internacional de Cinema LGBTQ Unbordered 2020, amb "Best of Show" al concurs So You Think You Direct Act Competition 2020, semifinalista al Jelly Film Festival 2020 i "Premi al mèrit" de curtmetratge i pel·lícula LGBT al Accolade Global Film Competition 2020.
El 2020, també va dirigir, escriure i produir el documental "Ivan, O TerrirVel" sobre el cineasta Ivan Cardoso, que va ser seleccionat per a 11 festivals internacionals, entre ells FanTasia 2020, Ravenheart International Film Festival 2020, MotelX - Lisbon International Horror Film Festival 2020, Seattle Latino Film Festival 2020, iHorror Film Festival 2020, Los Angeles Brazilian Film Festival 2020, East Europe International Film Festival 2020. La pel·lícula va guanyar quatre premis internacionals: "Award of Recognition" per al llargmetratge documental i direcció a Impact Docs 2020 , Millor muntatge, ús de material d'arxiu i muntatge al Lonely Wolf London International Film Festival 2020, Premi de reconeixement al llargmetratge documental i direcció a Accolade Global Film Competition i Millor documental al Festival de Sitges 2020 . Al Brasil, va guanyar el Premi Especial del Jurat al Festival de Cinema Brasiler de Brasilia 2020.

### Llibres
El 2016, va llançar el llibre A Primeira e Única New York City – A Discoteca que Iniciou a Era Disco no Brasil, en col·laboració amb el crític de cinema Celso Rodrigues Ferreira Júnior, sobre la primera discoteca brasilera, oberta el 1976 a Ipanema, zona sud de Rio de Janeiro. Abbade també va editar i organitzar els llibres John Carpenter – O Medo É Só o Começo (2012), O Último Durão – Centenário Kirk Douglas (2016) i Marilyn Monroe – A Maior Estrela de Hollywood (2020).
El 2019, Mario i Celso van renovar la seva associació i van estrenar "O Mitômano", la seva primera ficció, una comèdia romàntica inspirada en les aventures d'un gran mentider anomenat Frank.
El 2020, va llançar el llibre Mcqueen – Procurado Vivo ou Morto, sobre la sèrie de televisió estatunidenca protagonitzada per Steve McQueen, en el paper del caçarecompenses Josh Randall. Es va emetre a la CBS durant tres temporades, de 1958 a 1961. La sèrie va fer que McQueen, conegut per la seva marca de "cool" al món de l'entreteniment, fos la primera estrella de televisió a convertir-se en una estrella mundial de cinema.

## Filmografia
- 2017 - Neville D’Almeida – Cronista da Beleza e do Caos

## Premis i nominacions
| ! Any | Festival              | Premi                  | Categoria                            | Feina                                            | Resultat  | Ref.         |
| ----- | --------------------- | ---------------------- | ------------------------------------ | ------------------------------------------------ | --------- | ------------ |
| 2018  | Impact Docs 2018      | Premi al Mèrit         | Documental Internacional             | Neville D’Almeida – Cronista da Beleza e do Caos | Guanyador | [ 10 ] [ 6 ] |
| 2018  | Jakarta Film Festival | Golden Award           | Director de Documental Internacional | Neville D’Almeida – Cronista da Beleza e do Caos | Guanyador | [ 7 ]        |
| 2020  | Festival de Sitges    | Premi Sitges Documenta | Millor documental                    | "Ivan, O TerrirVel"                              | Guanyador | [ 11 ]       |